# Принципи політичної економії (Джон Стюарт Мілль)
«Принципи політичної економії» (1848) - наукова праця британського філософа і економіста Джона Стюарта Мілля (1806 - 1873), є одним із найважливіших творів з  політичної економіки середини XIX століття.  Вона редагувалася до сьомого видання у 1871 р.  незадовго до смерті Мілля у 1873 р. й перевидавалася у багатьох редакціях.  Окрім обговорення оглядових питань, таких як те, які країни отримують більше вигід від системи торгівлі, яка базується на порівняльних перевагах (відповідь Мілля: ті, які мають більш еластичний попит на товари інших країн), робота також обговорювала нормативні питання, такі як ідеальні системи політичної економії, критикуючи запропоновані системи, такі як комунізм та соціалізм.  Поряд із іншою роботою Мілля  - "Система логіки" (A System of Logic) "Принципи політичної економії" закріпили репутацію Мілля як провідного громадського інтелектуала. Співчутливе ставлення Мілля в цій праці та інших нарисах до сучасного соціалізму, зокрема до фур'єризму (утопічна соціальна течія, пов'язана з іменем Шарля Фур'є), принесло йому повагу серед робітничого класу як одного з їх інтелектуальних поборників.

## Передмова та попередні зауваження
«Принципи»  написані у прозаїчному стилі, далекому від сучасних вступних текстів. Позбавлений математичних графіків та формул, які були розроблені лише після його смерті, головним чином Альфредом Маршаллом, Мілль писав із насиченим тоном величі, яким написані усі його твори. Його книга продовжувала використовуватися до ХХ століття як основний підручник, наприклад, у Оксфордському університеті до 1919 року.

## Книга І. Виробництво
I Щодо елементів виробництва [Архівовано 18 серпня 2016 у Wayback Machine.]

Мілль досліджує природу виробництва, починаючи з праці та її відношення до природи. Спершу він заявляє, що "елементів виробництва два: праця і відповідні природні об'єкти". Далі йдеться про зв’язок людини із природним світом та про те, як людина повинна працювати, щоб використовувати майже все, що є у природному світі. Він використовує багатий набір образів, від пошиття тканини до повороту коліс і створення пари. Людина знайшла спосіб використати природу, так що «необхідна для цього м’язова дія не постійно відновлюється, а виконується раз і назавжди, і в цілому існує велика економія праці». Потім він включає погляд на те, хто "бере кредит" для промисловості. "Деякі автори", - каже він, -
"підняли питання, чи надає природа більше допомоги праці в одній галузі промисловості чи в іншій; і сказали, що в одних професіях праця робить більше, а в інших - природа. Однак у цьому видається велика плутанина ідей. Частина, яку природа має в будь-якій роботі людини, невизначена й неспівмірна. Неможливо вирішити, що в чомусь одному природа робить більше, ніж в будь-якому іншому. Не можна навіть сказати, що праця робить менше. Може знадобитися менше праці; але якщо те, що потрібно, є абсолютно необхідним, результатом є такий самий продукт праці, як й природи. Коли дві умови однаково необхідні для досягнення ефекту взагалі, безглуздо говорити, що стільки його виробляється одним, а стільки іншим; це все одно, що намагатись вирішити, якій половині пари ножиць найбільше потрібно зробити в процесі різання; або який із факторів, п’ять і шість, найбільше сприяє здобутку тридцяти ".
Він посилається на французьких економістів та Адама Сміта, які вважали, що рента за землю є вищою, оскільки у ній більше внеску природи. Насправді, каже Мілль, проста відповідь полягає в тому, що землі мало, і саме це дає змогу збільшити вимогу до ренти. Він зазначає, що багато речей обмежено в кількості, наприклад, промисел арктичних китів, який не міг забезпечити попит. Це натякає на вступний принцип цінності, який "як тільки не має бути стільки речі, скільки було б привласнене та використано, якби її можна було отримати для прохання; право власності або використання природного агента набуває обмінна вартість ".
II Про працю як про чинник виробинцтва [Архівовано 11 жовтня 2017 у Wayback Machine.]
III Про непродуктивну працю [Архівовано 8 листопада 2016 у Wayback Machine.]
IV Про капітал [Архівовано 17 квітня 2016 у Wayback Machine.]

Капітал, зазначає Мілль, є "накопиченим запасом продуктів праці". Хоча його природу розуміють невірно. Він наводить приклад споживання їжі, на відміну від активів, виділених на виробництво.
"Тож різниця між капіталом і не-капіталом полягає не в тому, який товар, а в розумі капіталіста - у його волі використовувати їх з однією, а не іншою метою; і все майно, хоч і погано пристосоване саме по собі для використання робітників, є частиною капіталу, тому як тільки він, або вартість, яка буде отримана від нього, виділяється для продуктивних реінвестицій ".
Капітал, як і праця, може бути незадіяним, й Мілль наводить приклад неефективного оподаткування виробничого капіталу. Потім він указує на надлишковий рівня життя, створений промисловим виробництвом (індустріалізмом).
"Нарешті, та велика частина виробничого капіталу країни, яка зайнята для виплати заробітної плати робітників, очевидно, не є всією суворо і неодмінно необхідною для виробництва. Настільки, що перевищує фактичні потреби в житті та здоров’ї (надлишок, який у випадку кваліфікованих робітників зазвичай є значним), не витрачається на підтримку праці, а на оплату її праці, і робітники можуть дочекатися цієї частини своєї винагороди до завершення виробництва; він не обов'язково повинен існувати як капітал: і якби їм, на жаль, довелося взагалі відмовитись від нього, може відбутися однаковий обсяг виробництва. Для того, щоб вся винагорода робітників повинна була перераховуватися їм у щоденних або щотижневих виплатах, вона повинна існувати заздалегідь і бути призначена для продуктивного використання, більших запасів або капіталу, ніж було б достатньо для здійснення існуючого обсягу виробництво: більша, на будь-яку суму винагороди, яку отримують робітники, понад те, що корисність розважливого раба-господаря призначала б своїм рабам. Справді, лише після накопичення великого капіталу могла виникнути практика виплати заздалегідь будь-якої винагороди за виплату лише прожиткового мінімуму: оскільки все, що так оплачується, насправді не застосовується до виробництва, але до непродуктивного споживання продуктивних робітників, що вказує на фонд виробництва, достатній для того, щоб визнати звичне перенаправлення його частини просто для зручності ".
V Основні положення щодо капіталу [Архівовано 11 червня 2008 у Wayback Machine.]
VI Про обіговий та основний капітал [Архівовано 16 квітня 2016 у Wayback Machine.]
VII Від чого залежить ступінь продуктивності продуктивних агентів [Архівовано 16 квітня 2016 у Wayback Machine.]
VIII Співробітництва або поєднання праці [Архівовано 17 квітня 2016 у Wayback Machine.]
IX виробництва у великому та виробництва у малому масштабі [Архівовано 11 червня 2008 у Wayback Machine.]
Х Закону про збільшення праці [Архівовано 17 квітня 2016 у Wayback Machine.]
XI Закону про збільшення капіталу [Архівовано 16 квітня 2016 у Wayback Machine.]
XII Закону про збільшення виробництва землі [Архівовано 17 квітня 2016 у Wayback Machine.]
XIII Наслідки попередніх законів [Архівовано 16 квітня 2016 у Wayback Machine.]

## Книга ІІ. Розповсюдження
- I власності [Архівовано 3 березня 2018 у Wayback Machine.]
- II Той самий предмет продовжувався [Архівовано 3 березня 2018 у Wayback Machine.]
- III З класів, серед яких розподіляється Продукція [Архівовано 12 жовтня 2018 у Wayback Machine.]
- IV Про конкуренцію та звичаї [Архівовано 12 жовтня 2018 у Wayback Machine.]
- V Рабства [Архівовано 3 березня 2016 у Wayback Machine.]
- VI селянських власників [Архівовано 3 березня 2016 у Wayback Machine.]
- VII Продовження тієї ж теми [Архівовано 7 лютого 2012 у Wayback Machine.]
- VIII Метайєрів [Архівовано 3 березня 2016 у Wayback Machine.]
- IX З Коттіє [Архівовано 3 березня 2016 у Wayback Machine.]
- X Засоби скасування оренди Коттіє [Архівовано 3 березня 2016 у Wayback Machine.]
- XI Заробітної плати [Архівовано 2 травня 2017 у Wayback Machine.]
- XII Популярні засоби захисту від низької заробітної плати [Архівовано 11 червня 2008 у Wayback Machine.]
- XIII Заходи щодо низької заробітної плати розглядаються далі [Архівовано 13 жовтня 2018 у Wayback Machine.]
- XIV Про різницю в заробітній платі в різних зайнятостях [Архівовано 2 червня 2017 у Wayback Machine.]
- XV прибутку [Архівовано 13 жовтня 2018 у Wayback Machine.]
- XVI з оренди [Архівовано 3 березня 2016 у Wayback Machine.]

## Книга III. Обмін
У своїй третій книзі Мілль звернувся до одного з питань, залишених невирішеними теорією порівняльних переваг Девіда Рікардо, а саме тим, кому розподілявся прибуток від торгівлі. Відповідь Мілля полягала в тому, що міжнародна торгівля принесла найбільшу користь країні, попит на товари якої є найбільш еластичним . Також у цій третій книзі, насамперед у главі I, Мілль розглядає комунізм та соціалізм як альтернативи капіталізму.
- I Про вартість [Архівовано 11 червня 2008 у Wayback Machine.]
- II Про попит та пропозицію щодо їх співвідношення до вартості [Архівовано 8 січня 2018 у Wayback Machine.]
- III від собівартості продукції у відношенні до вартості [Архівовано 3 березня 2016 у Wayback Machine.]
- IV Остаточний аналіз собівартості продукції [Архівовано 3 березня 2016 у Wayback Machine.]
- V Орендна плата, у відношенні до вартості [Архівовано 3 березня 2016 у Wayback Machine.]
- VI Резюме теорії вартості [Архівовано 3 березня 2016 у Wayback Machine.]
- VII Грошей [Архівовано 3 березня 2016 у Wayback Machine.]
- VIII Від вартості грошей, залежно від попиту та пропозиції [Архівовано 3 березня 2016 у Wayback Machine.]
- IX Від вартості грошей, залежно від собівартості продукції [Архівовано 7 лютого 2012 у Wayback Machine.]
- X подвійного стандарту та допоміжних монет [Архівовано 3 березня 2016 у Wayback Machine.]
- XI Кредит, як заміна грошей [Архівовано 3 березня 2016 у Wayback Machine.]
- XII Вплив кредиту на ціни [Архівовано 11 червня 2008 у Wayback Machine.]
- XIII неконвертованої паперової валюти [Архівовано 3 березня 2016 у Wayback Machine.]
- XIV Надлишку пропозиції [Архівовано 3 березня 2016 у Wayback Machine.]
- XV міри вартості [Архівовано 3 березня 2016 у Wayback Machine.]
- XVI Про деякі особливі випадки цінності [Архівовано 3 березня 2016 у Wayback Machine.]
- XVII міжнародної торгівлі [Архівовано 11 червня 2008 у Wayback Machine.]
- XVIII Міжнародних цінностей [Архівовано 11 червня 2008 у Wayback Machine.]
- XIX грошей, що розглядаються як імпортний товар [Архівовано 3 березня 2016 у Wayback Machine.]
- XX Іноземних бірж [Архівовано 11 червня 2008 у Wayback Machine.]
- XXI з розподілу дорогоцінних металів у комерційному світі [Архівовано 3 березня 2016 у Wayback Machine.]
- XXII Вплив валюти на біржі та зовнішню торгівлю [Архівовано 3 березня 2016 у Wayback Machine.]
- XXIII Процентної ставки [Архівовано 11 червня 2008 у Wayback Machine.]
- XXIV Про регулювання конвертованої паперової валюти [Архівовано 11 червня 2008 у Wayback Machine.]
- XXV конкуренції різних країн на одному ринку [Архівовано 3 березня 2016 у Wayback Machine.]
- XXVI розповсюдження, що зазнало впливу біржі [Архівовано 30 квітня 2017 у Wayback Machine.]

## Книга IV. Вплив прогресу суспільства на виробництво та розподіл
У своїй четвертій книзі Мілль виклав низку можливих майбутніх наслідків. Перший витікав з мальтузіанських ідей, згідно з якими населення зростатиме швидше, ніж виробництво, що призведе до падіння заробітної плати та зростання прибутку. Другий, на думку Сміта, сказав, що якщо капітал накопичуватиметься швидше, ніж зростатиме населення, то реальна заробітна плата зростатиме. По-третє, повторюючи Давида Рікардо, якщо капітал накопичуватиметься і населення збільшуватиметься з однаковими темпами, проте технології залишатимуться стабільними, реальних заробітних плат не відбуватиметься, оскільки попит та пропозиція на робочу силу будуть однаковими. Однак зростаюче населення потребуватиме більше землекористування, збільшення витрат на виробництво продуктів харчування і, отже, зменшення прибутку. Четвертою альтернативою було те, що технологія прогресувала швидше, ніж населення та запаси капіталу. Результатом буде процвітання економіки. Мілль відчув третій сценарій, швидше за все, і він припустив, що передові технології в якийсь момент повинні закінчитися.  Але щодо перспективи постійно активізувати економічну діяльність, Мілль був більш неоднозначним.
"Зізнаюся, я не зачарований ідеалом життя тих, хто вважає, що нормальний стан людей - це боротьба за боротьбу; що витоптування, розчавлювання, розгинання ліктів і наступання на п'яти один одного, які утворюють існуючий тип соціального життя, є найбільш бажаною долею людського роду або чимось іншим, крім неприємних симптомів однієї з фаз промислового прогресу. 
- I Загальна характеристика прогресивного стану багатства [Архівовано 15 жовтня 2018 у Wayback Machine.]
- II Вплив прогресу промисловості та населення на цінності та ціни [Архівовано 13 жовтня 2018 у Wayback Machine.]
- III Вплив прогресу промисловості та населення на ренту, прибуток та заробітну плату [Архівовано 2 червня 2017 у Wayback Machine.]
- IV Про тенденцію до прибутку до мінімуму [Архівовано 13 жовтня 2018 у Wayback Machine.]
- V Наслідки тенденції до прибутку до мінімуму [Архівовано 13 жовтня 2018 у Wayback Machine.]
- VI стаціонарної держави
- VII Про ймовірне майбутнє класів праці [Архівовано 7 жовтня 2018 у Wayback Machine.]

## Книга V. Про вплив влади
- I Про функції уряду в цілому [Архівовано 12 лютого 2012 у Wayback Machine.]
- II Про загальні принципи оподаткування [Архівовано 4 березня 2016 у Wayback Machine.]
- III Прямих податків [Архівовано 11 червня 2008 у Wayback Machine.]
- IV Про податки на товари [Архівовано 3 березня 2016 у Wayback Machine.]
- V З деяких інших податків [Архівовано 12 лютого 2012 у Wayback Machine.]
- VI Порівняння прямого та непрямого оподаткування [Архівовано 27 грудня 2015 у Wayback Machine.]
- VII національного боргу [Архівовано 11 червня 2008 у Wayback Machine.]
- VIII Звичайних функцій уряду, враховуючи їх економічний ефект [Архівовано 4 березня 2016 у Wayback Machine.]
- IX Та сама тема продовжувалась [Архівовано 12 лютого 2012 у Wayback Machine.]
- Х втручань уряду, заснованих на помилкових теоріях
- XI Про основи та обмеження принципу Laisser-faire та принцип невтручання [Архівовано 11 червня 2008 у Wayback Machine.]

## Сприйняття
У 1856 р. ця книга була включена до Index Librorum Prohibitorum, тим самим заборонена католицькою церквою .